# Fejes káposzta
| Energia 25 kcal 103 kJ |        |
| Szénhidrátok | 5.8 g  |
| - Cukrok 3.2 g |        |
| - Étkezési rostok 2.5 g |        |
| Zsír | 0.1 g  |
| Fehérje | 1.28 g |
| Tiamin (B1-vitamin) 0.061 mg | 5%     |
| Riboflavin (B2-vitamin) 0.040 mg                                                                                                | 3%     |
| Niacin (B3-vitamin) 0.234 mg | 2%     |
| Pantoténsav (B5-vitamin) 0.212 mg                                                                                               | 4%     |
| B6-vitamin 0.124 mg | 10%    |
| Folsav (B9-vitamin) 53 μg | 13%    |
| C-vitamin 36.6 mg | 44%    |
| Kalcium 40 mg | 4%     |
| Vas 0.47 mg | 4%     |
| Magnézium 12 mg | 3%     |
| Foszfor 26 mg | 4%     |
| Kálium 170 mg | 4%     |
| Cink 0.18 mg | 2%     |
| A százalékos értékek az amerikai felnőttek számára javasolt napi mennyiségre (RDA) vonatkoznak. Forrás: USDA tápanyag adatbázis |        |

A fejes káposzta vagy édes káposzta (Brassica oleracea convar. capitata var. alba) a vadkáposzta (Brassica oleracea) egy termesztett változata. Szinte egész évben fogyasztható. A káposzta több mint 4000 éve áll termesztésben.
C-vitamin-tartalma 40–50 mg/100 g. A télre eltett savanyított káposzta nyersen fogyasztva szinte a teljes C-vitamin-tartalmát megőrzi, miként a B1- és B2-vitamint is, ezért nagyon fontos vitaminforrásunk. Az első évben növeszti az ehető fejet, a másodikban (ha nem takarították be) pedig a becőtermést a magokkal, amikről szaporítható.

## Fajták
A tenyészidő hossza szerint négy típusát különböztetjük meg:
- a rövid tenyészidejű (55–70 nap) fajtákat korai, friss fogyasztásra termesztik;
- a közepes tenyészidejű (70–120 nap) nyári fajtákat szintén friss fogyasztásra termesztik;
- az őszi és téli fajtákat ipari feldolgozásra és téli tárolásra;
- az áttelelő fajtákat ősszel ültetik ki és tavasszal takarítják be.

A káposztatermelés hagyományait bemutató egyik legnagyobb magyarországi rendezvény a Demecseri Káposztás Napok (szeptember 26-28).

## Termesztése
A hideget jól tűri, de a −4 °C alatti hőmérsékletet csak az úgynevezett áttelelő fajták viselik el. Az árnyékot, félárnyékot nem tűri. A hibrid fajtákat öntözni kell. Nagy termést csak tápanyagdús talajon hoz.
Ha nem takarítják be, a második nyáron hosszú szárat hajt (kétéves növény), amelyen virágok, a virágokból száraz - éretten kétfelé nyíló - becőtermés, s benne a magok fejlődnek.

## Termelése
2023-ban a fejes káposztát 148 országban termesztették 2,3 millió hektár földterületen, és az éves termésmennyisége meghaladta a 73,8 millió tonnát. 2013 és 2023 között az avokádó földterülete 2,30 millió hektárról 2,3 millió hektárra (2,1%) nőtt, míg a termésmennyisége 68,9 millió tonnáról 73,8 millió tonnára (7,1%) nőtt.
A világ legnagyobb fejes káposzta termelői közé tartozik Kína (49%), India (13,6%), Oroszország (3,5%), Dél-Korea (3,3%) és Ukrajna (2,2%). Ezek az országok a 2023-as termelésük alapján az első öt helyen álltak. 2023-ban Kína egyedül az éves termés majd felét (49%) adta a világ fejes káposzta termelésének.
Legnagyobb exportáló országok Spanyolország (20,4%), Kína (19,7%) és Mexikó (11,7%), míg a legnagyobb importországok az Egyesült Államok (12,4%), Kanada (12,2%) és az Egyesült Királyság (9,1%).
2023-ban Magyarország 46 ezer tonna fejes káposztát termelt, így a 148 országból a 75. legnagyobb fejes káposzta termelő volt. Magyarország főleg Spanyolországból (22,2%), Olaszországból (16%) és Németországból (14,9%) importált fejes káposztát. A behozott, valamint a megtermelt fejes káposzta egy részét tovább értékesítette az ország, főleg Szlovákia (17,8%), Finnország (17,6%) és Románia (12,8%) felé.

## Kártevői és betegségei
Kártevői
- tavaszi káposztalégy,
- keresztesvirágúak földibolhája,
- káposzta levéltetű,
- káposztalepke,
- káposzta-bagolylepke
- káposztapoloska,
- dohánytripsz,
- káposztamoly

Betegségei
- káposzta fuzáriumos sárgasága,
- káposzta xantomonászos feketeerűsége,
- káposztaperonoszpóra,
- káposzta plazmodiofórás gyökérgolyvája,
- káposzta botritiszes betegsége,
- káposzta szklerotíniás betegsége